# Evangelische Kirche (Obersulm-Weiler)

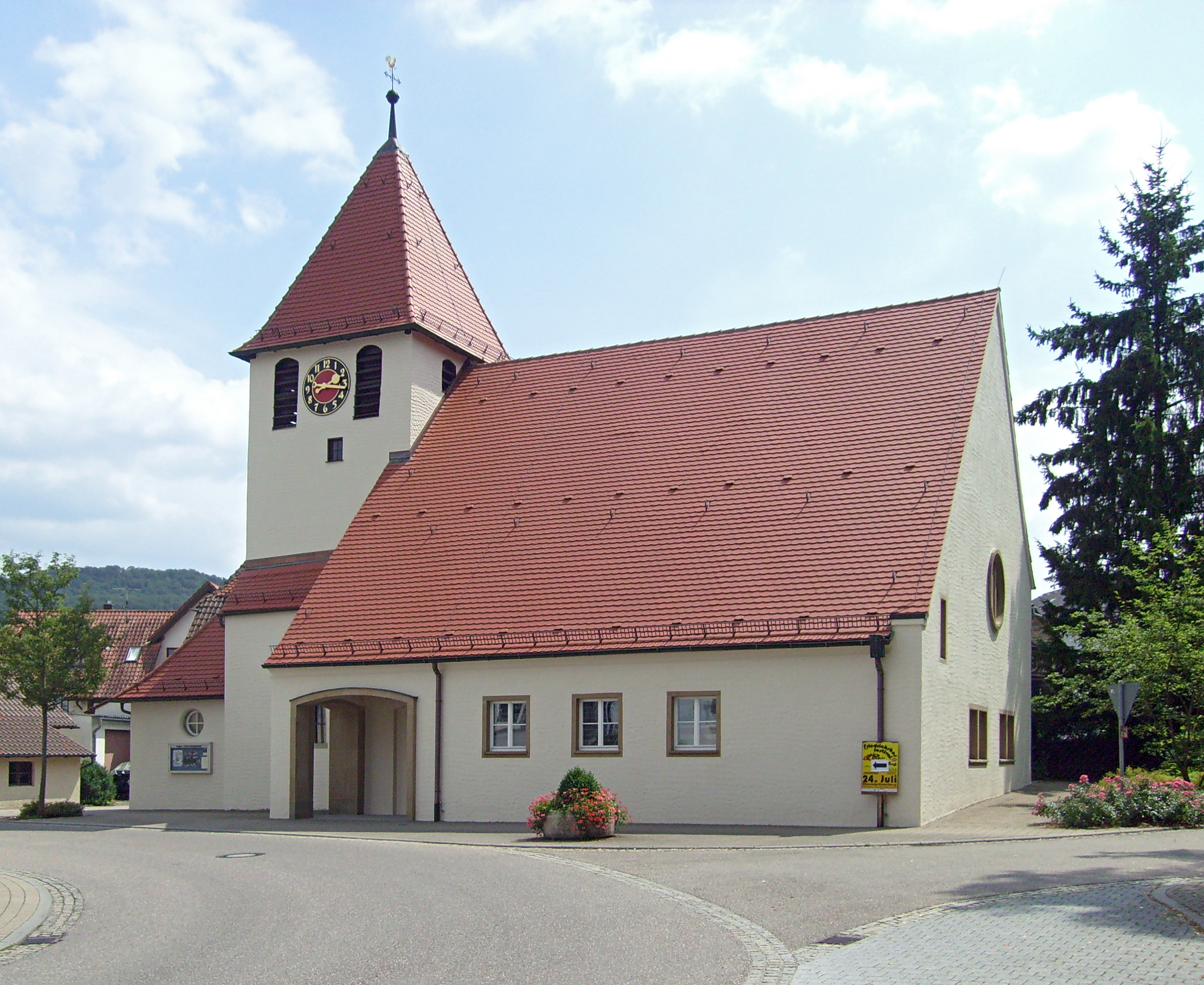
Evangelische Kirche in Obersulm-Weiler

Die Evangelische Kirche (auch  Kirche „Unserer lieben Frau“) in Weiler, einem Ortsteil der Gemeinde Obersulm im Landkreis Heilbronn, geht auf die mittelalterliche Burgkapelle von Schloss Weiler zurück.

## Geschichte

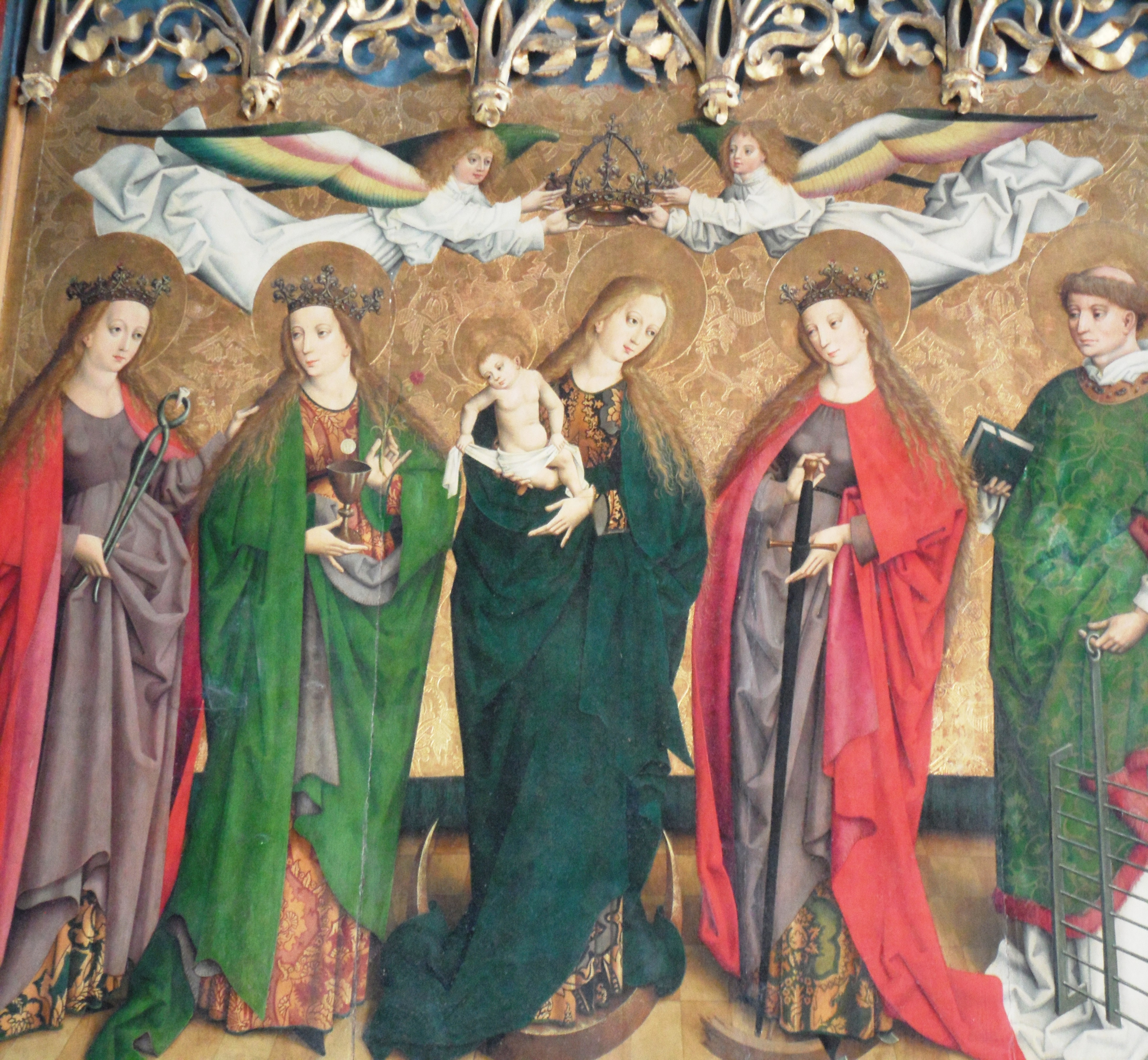
Mitteltafel des einst in der Kirche befindlichen Flügelaltars

Die direkt östlich von Schloss Weiler gelegene Kirche geht auf die Burgkapelle der mittelalterlichen Wasserburg der Ortsherrschaft zurück. Sie wurde 1399 erbaut, 1758 renoviert und erweitert. Eine einst an der Südseite der Kirche befindliche Familiengruft der Herren von Weiler wurde 1844 abgebrochen und in die Wallfahrtskapelle auf dem Friedhof des Ortes verlegt. Das Kirchenschiff war 1930 baufällig und wurde abgerissen, woraufhin der heutige Saalbau errichtet wurde. Der Architekt war vermutlich Emil Weippert aus Stuttgart. Auch wurde im Osten eine Sakristei angebaut und ein kleines Turmchor-Fenster in Glasmalerei mit christlichen Symbolen versehen: Alpha und Omega, die Christus-Initialen Chi und Rho sowie das Auge Gottes. Die Kirche enthält zwei Glocken aus dem 15. Jahrhundert und Grabdenkmäler der Herren von Weiler und gehört zur evangelischen Kirchengemeinde Weiler-Eichelberg im Kirchenbezirk Weinsberg-Neuenstadt der Evangelischen Landeskirche in Württemberg.
Bis in die 1930er Jahre befand sich in der Kirche ein ursprünglich in der Burgkapelle der ebenfalls den Herren von Weiler gehörenden Burg Lichtenberg befindlicher Flügelaltar, der dann verkauft wurde und seit 1953 im Besitz des Metropolitan Museum of Art ist.

## Beschreibung
Die Evangelische Kirche in Weiler ist ein nach Osten ausgerichtete Saalbau mit Chorturm und Sakristeianbau.
Zur Kirche gehört der in direkter Nachbarschaft befindliche historische Pfarrhof in der Hinteren Gasse 30, der aus einem zweigeschossigen verputzten Pfarrhaus mit massivem Erdgeschoss und Fachwerkaufbau sowie einer ebenfalls teils massiven, teils in Fachwerk ausgeführten Pfarrscheune besteht. Das Pfarrhaus trägt am Türsturz das Baudatum 1777, jedoch dürfte der gesamte Hof wie die Kirche auch noch mittelalterlichen Ursprungs sein.